# 일곱개의 장미송이
《일곱개의 장미송이》는 1984년 1월 15일에 MBC TV에서 방영되었던 베스트셀러극장이다.

## 줄거리
정체불명의 남자들에게 납치, 폭행을 당한 아내(지윤성)가 범인들의 몽타지만 남긴 채 자취를 감추자, 최구(박은수)는 회사 일도 뒤로 미룬 채 아내를 찾아 나선다. 그는 아내가 남긴 범인들의 몽타지와 한 장의 양복점 영수증을 근거로 범인들을 직접 추적하는데...

## 출연
- 박은수
- 지윤성
- 홍성민
- 김용건
- 국정환
- 박상조
- 남영진
- 트위스트 김
- 송경철
- 김영인
- 최두열
- 홍중기
- 문회원
- 윤석오
- 박영지
- 서권순
- 박경순
- 김순경
- 최지원
- 최현미
- 정성모
- 차재홍
- 최한호
- 최항석
- 문창근